# George E. Davis

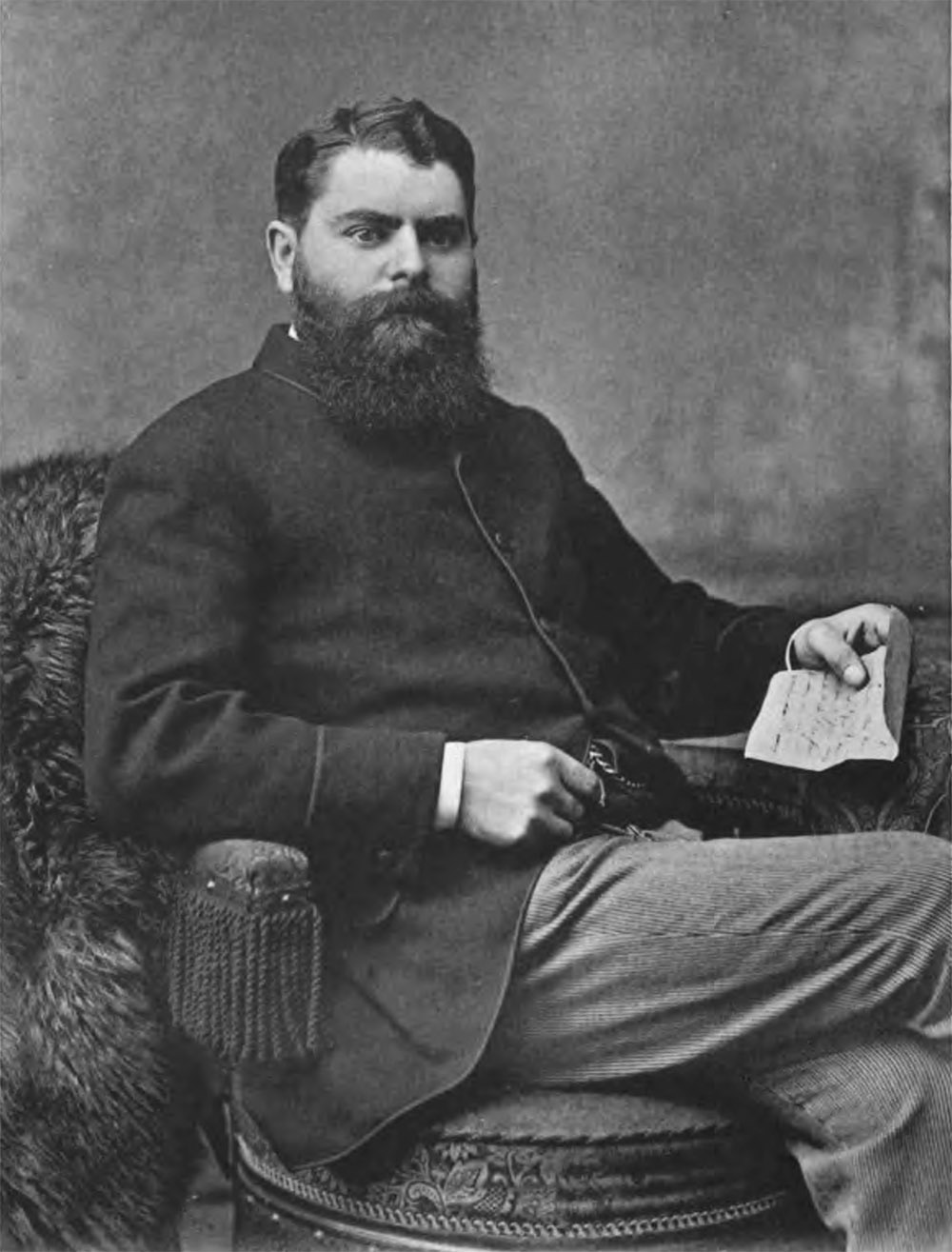
George E. Davis

George Edward Davis (* 27. Juli 1850 in Eton (Berkshire); † 20. April 1907 in West Dulwich) war ein britischer Chemiker, der als Begründer der universitären Ausbildung von Chemieingenieuren in Großbritannien und den USA gilt.

## Leben
Davis war der älteste Sohn eines Buchhändlers und studierte am Slough Mechanics Institute und der Royal School of Mines in London. Danach war er als Chemieingenieur in der Region Manchester, war Inspektor für eine frühe Gesetzgebung zum Umweltschutz (Begrenzung von Salzsäure-Ausstoß in Sodafabriken nach dem Alkali Act), Manager der Lichfield Chemical Company und dann beratender Ingenieur.
1887 hielt er zwölf Vorlesungen in der Manchester School of Technology über Chemische Technik, woraus das zweibändige Handbook of Chemical Engineering wurde, dass zuerst 1901 erschien, dem ersten Lehrbuch für das Chemieingenieurwesen, in dem er gemeinsame Techniken aus verschiedenen Bereichen der chemischen Industrie zusammenfasste. Das Buch war auch in den USA einflussreich.
Er gehört 1881 zu den Gründern der Society of Chemical Industry, die nach ihm eigentlich Society of Chemical Engineering heißen sollte.

## Schriften
- Handbook of Chemical Engineering, Manchester: Davis Brothers, 2 Bände, 1901, 2. Auflage 1904, Band 2, Archive
- Practical Microscopy, London 1907